# 糯米腸

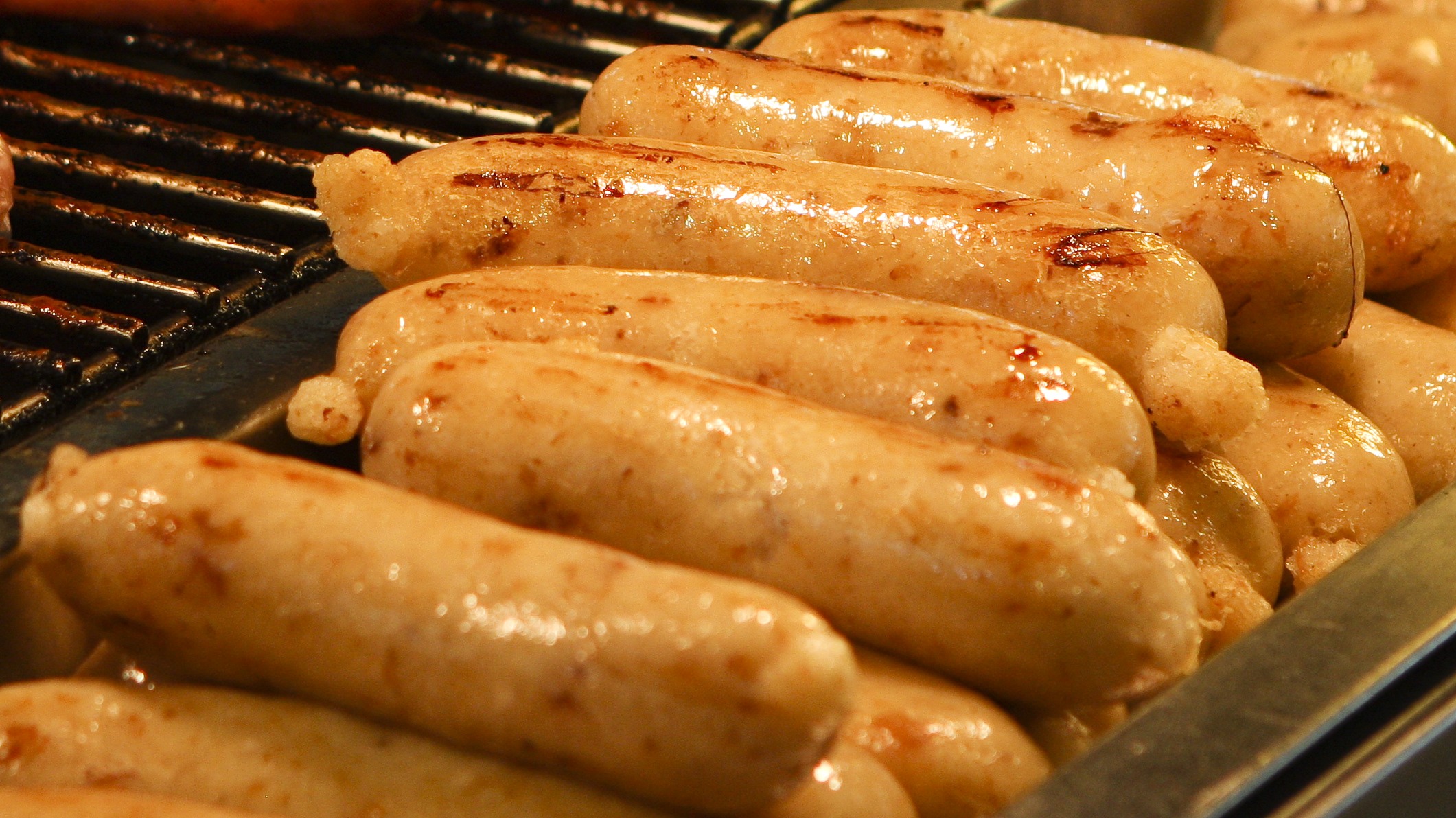
臺灣糯米腸

糯米腸（臺羅：tsu̍t-bí-tn̂g），或簡稱為米腸、猪肠胀糯米，是一種米類小吃，見於臺灣、廣東潮汕、朝鮮半島等地，將調味後的糯米塞入洗淨後的豬大腸，成為攜帶方便的糯米腸。臺灣亦稱為米腸、大腸等。維吾爾族與锡伯族人也喜歡糯米腸，但不一定用豬腸。
在閩南或台灣，由於處理的過程，可能將米腸或香腸類食物的稱呼為灌腸。台灣南部亦稱為煙腸。
臺灣南部使用生糯米灌腸，臺灣北部則是使用熟糯米，水煮的會導致腸衣的兩頭易熟中間不熟，因此需要剪裁適當長度，而北部的用熟糯米，因此蒸煮較不會有中間不熟問題，口感也較Q彈，南部糯米腸常會在裡頭加花生。

## 制作
糯米腸隸屬於廣義的香腸，內餡以糯米為主。生的長糯米經過浸泡後調味，成為糯米內餡。之後再將糯米內餡灌入處理過的豬大腸中。

### 台式糯米腸
臺灣閩南語，對糯米腸仍以臺灣閩南語發音的「大腸」稱之，多會加入花生或皇帝豆，然後再予以蒸熟，便可食用。早期一條糯米腸長度約為15至20公分，直徑則在3.5公分至4.5公分之間，以秤重計。在90年代經濟不景氣時期，也曾出現過縮小版的小型糯米腸（長度約10公分，直徑約3公分），而且為了降低成本，小型糯米腸裡面沒有加花生。
糯米腸會先初步蒸過，食用前再調理一次，常見調理方式如下：
- 炭烤：糯米腸幾乎是黑輪攤必備小吃之一。以炭火烤熟之後，再切為若干小片，沾甜辣醬、海山醬或醬油膏等調味料食用。除了香腸攤，一般烤肉聚餐等活動也很常見。

- 大腸包小腸：新興吃法、炭烤的晉階變化。因為香腸攤幾乎都會同時供應香腸和糯米腸，而一般而言香腸在烤熟後可整隻食用，也可切片後再吃；但「大腸包小腸」的糯米腸，扮演美式熱狗中麵包的角色，烤熟後縱切深一刀（不切斷），此時香腸也不切斷，再夾進縱剖後的糯米腸內，有時也會加入酸菜、泡菜、醃漬小黃瓜、蒜末…等配料。

- 油炸：鹽酥雞攤位的糯米腸經過油炸後，再切段，撒上胡椒鹽、辣椒粉後食用。一般家庭料理也常以煎炸方式調理。

### 潮式糯米腸
潮汕的糯米腸會加入臘肉，先將豬大腸洗淨，並用鹽除去異味，然後臘肉粒、香菇粒、蝦米、紅蔥頭等爆香，再加上五香粉與糯米混和，填入大腸內，用繩或線紮緊兩端。
烹調法有煮和蒸。煮是用煮豬肉的水把釀好的豬腸煮熟，切件上桌，淋上潮式甜醬油。蒸是把釀好的豬腸放入蒸笼，以中小火蒸35～40分鐘。

### 韓式糯米腸

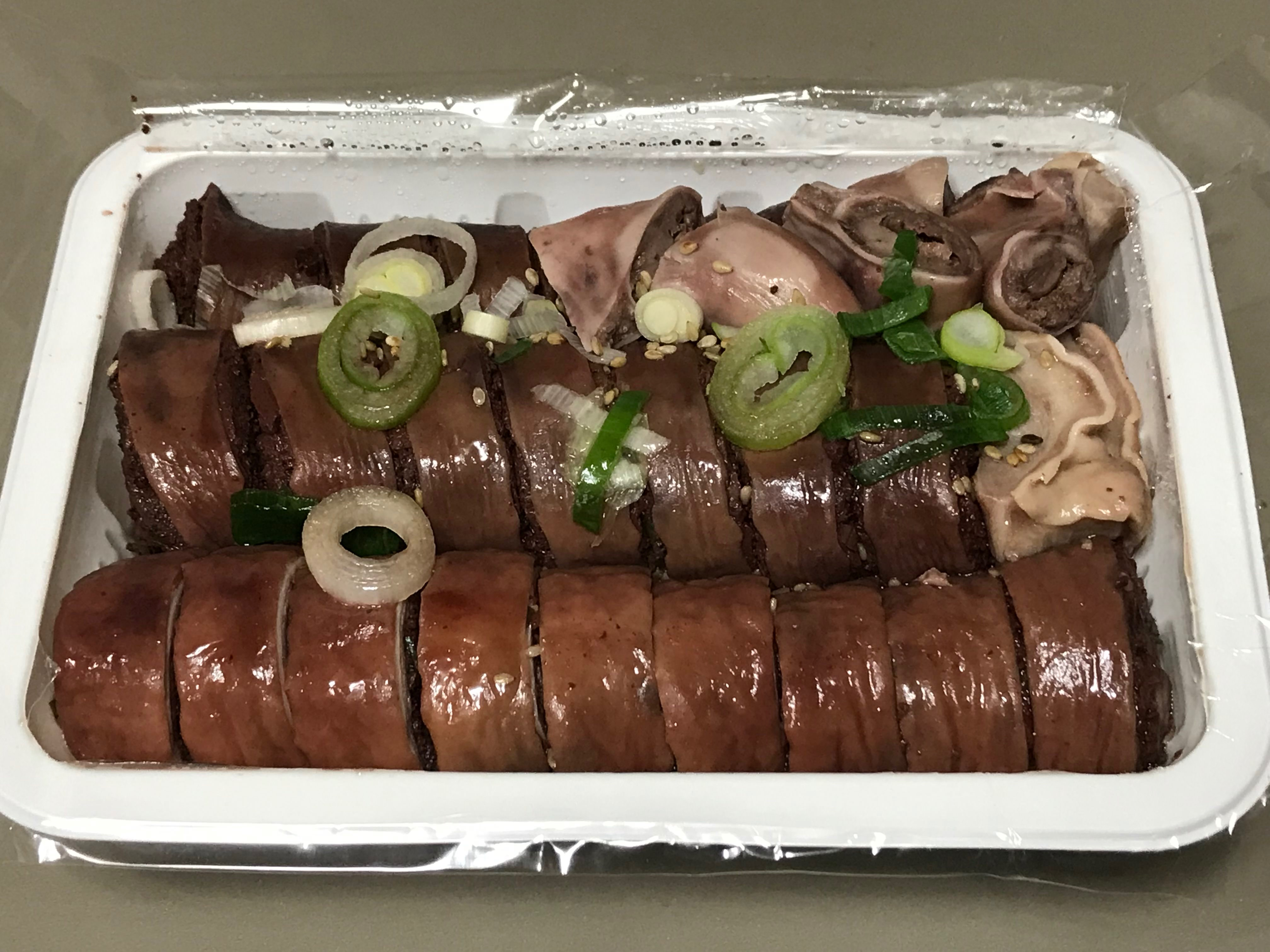
一份韓式血米腸

也称“血米肠”，韓語稱為，以大腸的最末端做表皮，比起小腸來要厚。先將腸子在粗鹽水中反覆清洗去除腥味，把糯米煮熟後，放入豬血，再把調好味道的糯米和其他餡料如蘑菇、白菜、大蒜、大蔥、辣椒、冬粉、洋蔥等灌進豬腸中所做成，再切片。吃的時候沾特製的鹽或蝦醬。

### 中國纳西族糯米腸
糯米肠在纳西语称为“麻补”，做法是把蒸到半熟的大米或糯米趁热拌上鲜猪血或蛋清以及各种香料，並灌入洗干净的猪大肠内封好口蒸熟即成。因制作的方法不同，用鲜血的叫黑麻补，用蛋清的叫白麻补。食用时需切成圆片，或用油煎炸，或用甑蒸热。

## 參看
- 稻米#糯米食品
- 糯米卷
- 米灌肠
- 米血糕
- 香腸
- 大腸包小腸
- 面肺子和米肠子
- 中亚米肠

## 外部連結
- 中華民國農委會《米食食譜》- 糯米腸
- 糯米腸部落格